# Odd Henning Skyllingstad
Odd Henning Skyllingstad (né le 15 juillet 1978 à Hammerfest) est un auteur de bande dessinée norvégien.

## Distinction
- 2000 : Prix Sproing de la meilleure bande dessinée norvégienne pour son histoire sans titre dans Forresten (no).